# Sam Malcolmson
Sam Malcolmson (Cresswell, Escocia; 2 de abril de 1947 – Auckland, Nueva Zelanda; 18 de septiembre de 2024) fue un futbolista neozelandés nacido en Escocia que jugó en la posición de defensa.

## Carrera

### Club
| Periodo   | Club                  |
| --------- | --------------------- |
| 1969      | Falmouth Town AFC     |
| 1971–1972 | Airdrieonians         |
| 1972      | Portadown FC          |
| 1972      | Queen of the South FC |
| 1972–1973 | Portadown FC          |
| 1973–1974 | Albion Rovers FC      |
| 1974–1975 | Wellington Diamond    |
| 1976–1978 | Stop Out SC           |
| 1979      | Eastern Suburbs AFC   |
| 1981      | Manurewa AFC          |
| 1982      | East Coast Bays AFC   |

### Selección nacional
Malcolmson obtuvo su nacionalidad para ser de Nueva Zelanda el 28 de julio de 1976, y debutó con Nueva Zelanda dos meses después en la victoria por 2–0 ante Birmania el 13 de septiembre. Fue convocado para jugar la Copa Mundial de Fútbol de 1982 en España donde solo jugó en la derrota por 2-5 ante Escocia. En el mundial se convirtió en el segundo jugador que haya jugado en el Queen of the South FC en jugar un partido mundialista después de que lo hiciera George Hamilton.
En total Malcolmson jugó 32 partidos con Nueva Zelanda, anotando 5 goles, de los cuales 15 son partidos oficiales con 2 goles.

## Tras el retiro
En 2013 Malcolmson se convirtió en miembro fundador del comité del grupo independiente Friends of Football.